# Chelus
Genre
Chelus est un genre de tortues d'eau douce de la famille des Chelidae. On les trouve en Amérique du Sud.

## Systématique
La littérature scientifique hésite quelque peu sur le genre grammatical du mot Chelus. On peut lire Chelus fimbriatus et Chelus fimbriata, ou † Chelus columbianus et † Chelus columbiana, mais la forme correcte est le féminin,.

## Espèces

### Espèces actuelles
Autrefois considéré comme monotypique, le genre Chelus se compose désormais de deux espèces, après que la seconde a été identifiée en 2020 à partir d'une analyse génétique :
- Chelus  fimbriata (Schneider, 1783) - communément appelé Matamata ;
- Chelus orinocensis Vargas-Ramírez, et al., 2020.

### Espèces fossiles
- † Chelus columbiana Wood 1976[3] (Miocène)
- † Chelus lewisi Wood 1976[3] (Miocène)